# Makatea
Makatea è un'isola appartenente all'arcipelago delle Isole Tuamotu nella Polinesia francese, caratterizzata dal fatto di non essere di natura corallina o vulcanica, bensì di natura calcarea.

## Geografia

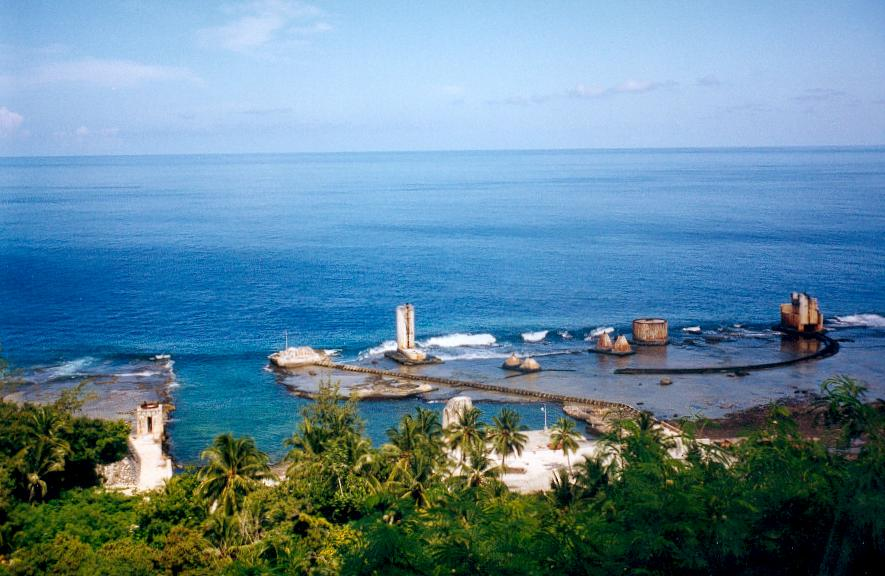
Il porto abbandonato di Tamao.

L'isola, che appartiene al comune di Rangiroa, presenta una pianura posta 80 metri sopra il livello del mare, e misura 7,5 km da nord a sud, con una larghezza massima di 7 km. La superficie totale è di 24 km². La popolazione era di 94 abitanti (al censimento del 2002).
Il centro principale è Moumu sulla costa orientale. Vi sono anche un villaggio abbandonato, Vaitepaua, e un porto sulla costa occidentale, Temao, entrambe reliquie del passato sfruttamento delle miniere di fosfato qui presenti (dal 1917 al 1964).
Makatea è una delle tre isole del Pacifico che presentavano grandi depositi di fosfato, similmente a Nauru e Banaba.

## Storia
L'isola venne chiamata "Aurora" dal navigatore olandese Jacob Roggeveen nel 1722. Successivamente, i Polinesiani la chiamarono "Papa Tea" (che significa "roccia bianca").